# 海洋铁还原单胞菌
海洋铁还原单胞菌（学名：Ferrimonas marina）是铁还原单胞菌的下属物种。此物种为革兰氏阴性、兼性厌氧、嗜温、中性且嗜盐的杆状细菌。此物种使用极性鞭毛运动。此物种最早从日本冲绳的大型海藻样本中分离出来。
该菌是蚯蚓的食物、肠道和粪便中主要的微生物之一。

## 词源
“Marina”是一个拉丁词汇，意思是属于海洋的。

## 描述
海洋铁还原单胞菌是一种革兰氏阴性、兼性厌氧且不形成孢子的细菌。它能够在15至37°C（最适温度为25至30°C）、pH6至11（最适酸碱值为pH7至8）以及1.5%至3.5%（w/v）（最佳浓度为3%）氯化钠浓度的条件下生长，因此它是一种嗜温、中性且嗜盐的生物。它的细胞是杆状的，长1.0至3.5μm，宽0.2至0.5μm，用极性鞭毛运动。它的菌落呈不透明且米色的。